# Blaesoxipha acridiophagoides
Blaesoxipha acridiophagoides är en tvåvingeart som beskrevs av Guilherme A.M.Lopes och Robert Jack Downs 1951. Blaesoxipha acridiophagoides ingår i släktet Blaesoxipha och familjen köttflugor. Inga underarter finns listade i Catalogue of Life.